# Tetraopes femoratus
Tetraopes femoratus là một loài bọ cánh cứng trong họ Cerambycidae.